# Rivière Lawa
La rivière Lawa est une rivière en Afrique de l'Ouest. La rivière, qui est d'environ cent kilomètres de long, est originaire de l'est de la Guinée au sud de Macenta[réf. nécessaire]. Elle coule vers le sud-ouest au Liberia, où elle se jette dans le fleuve Lofa dans le comté de Lofa. 